# August Sievers
August Sievers (* 1866; † 1960) war Vorsitzender des Arbeiterbauvereines Kiel Ellerbek von 1911 bis 1928 und danach Direktor des Verbandes Schleswig-Holsteinischer Baugenossenschaften.
Nach ihm ist der Kieler August-Sievers-Ring benannt.